# Фуше, Кристиан
Кристиа́н Фуше́ (фр. Christian Fouchet; 17 ноября 1911, Сен-Жермен-ан-Ле — 11 августа 1974, Женева) — французский политик, министр внутренних дел (1967—1968).

## Биография
Изучал право, а позднее — политическую экономию в Свободной школе политических наук. После объявления маршала Петена 17 июня 1940 года о перемирии с Германией Фуше, будучи офицером резерва Военно-воздушных сил Франции, улетел на британском самолёте в Лондон и стал лётчиком Свободных французских сил, находившихся под командованием генерала Де Голля. Позднее прошёл парашютно-десантную подготовку, но уже в качестве военного корреспондента сопровождал 2-ю танковую дивизию генерала Леклерка на пути из Чада в Феццан в ходе Североафриканской кампании. В 1944 году являлся секретарём французских посольств в Италии и в Советском Союзе, а также при временном правительстве Польши в Люблине.
В 1945—1947 годах занимал должность французского консула в Калькутте, затем по собственной просьбе переведён в резерв дипломатической службы. Вошёл в Совет правления Объединения французского народа, а также стал административным секретарём этой партии, с 1948 по 1951 год возглавлял её отделение в парижском регионе. 17 июня 1951 года избран в Национальное собрание от 3-го сектора Парижа (возглавляемый им список ОФН получил там 3 мандата из 11). Оставался депутатом до окончания срока полномочий парламента второго созыва 1 декабря 1955 года.
С июня 1954 по февраль 1955 года занимал должность ответственного министра по марокканским и тунисским делам в правительстве Мендес-Франса, занимаясь обеспечением прав французских граждан в этих странах, оформлявших свою независимость от Франции.
В 1958 году, после прихода Де Голля к власти, Фуше был назначен послом Франции в Дании и позднее возглавил работу межправительственной комиссии над планом европейской интеграции, названным по его имени «планом Фуше». В конечном итоге он был отклонён, поскольку большинство стран — членов Европейского экономического сообщества выступали за более высокую степень интеграции. В 1962 году стал последним верховным комиссаром Франции в Алжире (должность считалась опасной для жизни, поскольку местное французское население, в значительной степени вооружённое, считало политику признания независимости Алжира предательством их интересов со стороны правительства).
11 сентября 1962 года назначен министром-делегатом при премьер-министре Помпиду и отвечал за информирование общества о деятельности властей. Причислялся к «баронам голлизма».
6 декабря 1962 года при формировании второго правительства Помпиду получил портфель министра национального образования.
8 января 1966 года сохранил должность при формировании третьего правительства Помпиду.
7 апреля 1967 года назначен министром внутренних дел при формировании четвёртого правительства Помпиду.
С 12 марта по 7 мая 1967 года являлся депутатом парламента третьего созыва от департамента Мёрт и Мозель, представляя Демократический союз за Пятую республику, но отказался от мандата ввиду нахождения в составе правительства.
31 мая 1968 года ушёл в отставку одновременно с шестью другими министрами на фоне студенческих волнений.
С 30 июня 1968 по 11 августа 1974 года являлся депутатом Национального собрания четвёртого и пятого созывов.
В 1968 году был избран в парламент в качестве кандидата голлистского предвыборного объединения Союз в защиту Республики, но в декабре 1972 года основал собственное Движение за будущее французского народа (Mouvement pour l’Avenir du Peuple Français) и в 1973 году был переизбран как независимый кандидат. 11 августа 1974 года скончался в Женеве от сердечного приступа.